# Marko Peić
Marko Peić (Mirgeš, 4. srpnja 1913. – Subotica, 6. listopada 2010.), bački hrvatski književnik, kazališni kritičar iz Vojvodine i onomastičar.

## Životopis
Pučku školu pohađa u Mirgešu, a potom se školuje u Subotici gdje završava Građansku školu i Državnu trgovačku akademiju. Pisao je prozu (drame, komedije, satiru, novele) i pjesme, a bio je i sakupljač narodnih umotvorina, pjesama, pripovjedaka i novela. Pored toga, zapaženi su i mnogi njegovi stručni prinosi u gospodarskim i ekonomskim glasilima, a jedno je vrijeme i urednik časopisa Privrednik iz Subotice, a također i njegov angažman u radu «Društva ekonomista». Član je Društva književnika Vojvodine. 
Hrvatskoj književnoj javnosti bio je predstavljen, zajedno s Balintom Vujkovim, Blaškom Vojnić Hajdukom i Franjom Bašićem u zagrebačkom časopisu Svijet iz 1934. godine.
Kao spisatelj zaokupljen je obiteljskim i društvenim pitanjima iz svakodnevice bačkih Bunjevaca i Šokaca, a pojedina su mu uradci pisani u ozračju vjerske tematike. Pored toga stvara u motivskom luku tzv. «socijalne literature», dok nakon 2. svjetskog rata ima tekstova u kojima interpretira svoje ratne dogodovštine, ili stanovita poratna zbivanja.
Uz Balinta Vujkova, Blaška Vojnić Hajduka i dr. osnivač je, a kratko i urednik književnog časopisa mladih bunjevačkih Hrvata Bunjevačko kolo, koji izlazi od 1933. do 1936. godine. Njegov sakupljački rad je utjelovljen u djelu, objavljenom u vlastitoj nakladi «Bunjevačke narodne pisme - Hiljadu bećaraca» (1943.). Tijekom 1945. godine bio je i suradnik lista Slobodna Vojvodina, lista koji je kasnije promijenio ime u Hrvatska riječ.
U razdoblju između dva svjetska rata jedan je od istaknutih pripadnika zajednice bačkih bunjevačkih Hrvata i gorljivi borac za prava svoje nacionalne zajednice. Zbog svoga stava iz 1970-ih bio je «jedan od 120 disidenata pokreta MASPOK-a, za što je svojevremeno snosio i određena poniženja i degradacije, u koju spada i njegova smjena sa pozicije potpredsjednika općine Subotice koji je obnašao u jednom mandatu». Uvelike je zaslužan za spoznaju nacionalne pripadnosti bačkih Bunjevaca za vrijeme popisa stanovništva 1970. godine, zajedničkom odrednicom Hrvat-Bunjevac. U to vrijeme je bio predsjednikom Organizacijskog odbora «Dužijance», tradicionalnih žetelačkih svečanosti bunjevačkih Hrvata.
Zajedno s Grgom Bačlijom napisao je Rečnik bačkih Bunjevaca (1990.) i onomastičko djelo Imenoslov bačkih Bunjevaca (1994.), a napisao je i objavio i druga djela. Unatoč njegova deklarirana hrvatstva, Peićev je rad u jednom razdoblju bio izložen dekroatizatorskim politikantskim manipulacijama od strane onih Hrvata koji su se zarad osobnih interesa stavili u službu velikosrpskih krugova, te uz njihovu financijsku i moralnu potporu, propagiraju «bunjevštinu» kao nacionalnost i odriču ikakvu svezu ove hrvatske etničke zajednice s hrvatskim narodom.

U tom kontekstu, primjerice, u glasilu «Bunjevačke matice», «Riči», prikazan je kao «jedan od osnivača KUD Bunjevačko kolo», premda je Marko Peić bio jednim od osnivača društva kojemu je pun naziv bio: «Hrvatsko kulturno umjetničko društvo Bunjevačko kolo».
Svojim djelima zastupljen je u dvama antologijama - poezije i proze bunjevačkih Hrvata iz 1971. - Geze Kikića, u izdanju Matice hrvatske.
1. rujna 2010. godine izabran je za počasnog građanina Subotice. Umro je mjesec dana poslije, 6. listopada 2010. u Subotici, a pokopan je na Kerskom groblju 8. listopada 2010. godine.

## Djela
(izbor)
- Bunjevačke narodne pisme – Hiljadu bećaraca, Subotica, 1943.
- O proizvodnim snagama Subotice (s drugim autorima), Subotica, 1954.
- O proizvodnim snagama Subotice (s drugim autorima), Subotica, 1964.
- Rečnik bačkih Bunjevaca (s G. Bačlijom), Subotica - Novi Sad, 1990.
- Imenoslov bačkih Bunjevaca (s G. Bačlijom), Subotica - Novi Sad,1994.
- Luka Kerčanin, Subotica, 1996.
- Narodne umotvorine bačkih Bunjevaca, Subotica, 1997. (s G. Bačlijom)
- Poetska slagalica, Subotica, 1997.
- Javorova smrt, prema motivima epa B. Rajića, Slava, Subotica, 1998.
- Za svako vreme epigramske teme, Subotica, 2001.
- Bećarci + Bunjevačke narodne pisme, Subotica, 2001.
- Mladom naraštaju, Subotica, 2001.
- 13 grišni slova, komedija

## Priznanja
- zahvalnica Narodnoga kazališta
- nagrada SIZ-a kulture općine Subotica
- Orden zasluge za narod sa srebrnim zracima
- 1965.: spomen plaketa Saveza ekonomista Vojvodine
- 1969.: priznanje za unaprjeđenje informativne djelatnosti, zbog dugogodišnje suradnje u Subotičkim novinama
- 1991.: Nagrada dr Ferenc Bodrogvári, zajedno s Grgom Bačlijom, za "Rečnik bačkih Bunjevaca"
- 2010.: počasni građanin grada Subotice

Izvor: Diurnarius In memoriam: Marko Peić, preuzeto 21. ožujka 2011.